# فرم‌ساز

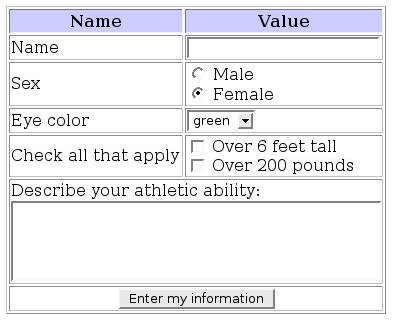
فرم‌ساز

فرم آنلاین یا وب فرم به فرمی گفته می‌شود که کاربر در آن داده‌ای را وارد می‌کند، داده به سمت سرور ارسال می‌شود و می‌تواند در پایگاه داده ذخیره شود.
برای ایجاد این نوع فرم‌ها دو نوع زبان 'سمت کلاینت' و 'سمت سرور' رایج هستند. جاوا اسکریپت زبان رایج مورد استفاده در سمت کلاینت و زبان‌هایی مانند پایتون، پی‌اچ‌پی، روبی و... در سمت سرور برای تولید فرم‌های تعاملی مورد استفاده هستند.
براین اساس، تولید فرم آنلاین نیازمند دارا بودن دانش برنامه‌نویسی و مجهز بودن به زیرساخت‌های سخت‌افزاری است. اما اکثریت افرادی که به انواع فرم‌ها نیاز دارند، به چنین امکاناتی دسترسی ندارند. از طرفی ویرایش، نگهداری و گزارش‌گیری از داده جمع‌آوری‌شده بر روی فرم‌ها نیز دارای پیچیدگی‌های فنی است؛ بنابراین نرم‌افزارهایی تحت عنوان «فرم ساز» یا «فرم ساز آنلاین» توسط شرکت‌های مختلفی ایجاد شده‌اند که ویرایشگر تصویری و امکان گزارش‌گیری را به کاربر می‌دهند و اطلاعات بر روی سرورهای این شرکت‌ها هاست می‌شود تا کاربران بدون نیاز به زیرساخت سخت‌افزاری بتوانند فرم آنلاین خود را ایجاد و طراحی کنند.
این نوع نرم‌افزارها به صورت خدمت نرم‌افزاری بر بستر ابر ارائه می‌شوند و موجب صرفه‌جویی‌های زمانی و مالی فراوانی هم برای افراد و هم برای کسب‌وکارها می‌شوند. فناوری‌های نوین برنامه‌نویسی کمک کرده‌اند فرم‌های آنلاین در مقایسه با دهه‌های گذشته، تعاملی‌تر، دارای سرعت بارگذاری سریع‌تر، سازگار با موبایل و تبلت باشند.
با پیشرفت تکنولوژی، فرم‌سازها به دو دسته کلی تقسیم می‌شوند: فرم‌سازهای مبتنی بر سرور ابری و افزونه‌ها.
- فرم‌سازهای مبتنی بر سرور ابری: این نوع فرم‌سازها به کاربران این امکان را می‌دهند تا فرم‌های خود را از طریق یک سرویس آنلاین و بدون نیاز به نصب نرم‌افزار خاصی ایجاد کنند. داده‌ها در این نوع سرویس‌ها بر روی سرورهای ابری ذخیره می‌شوند و کاربران می‌توانند از هر دستگاهی که به اینترنت متصل باشد، به فرم‌ها دسترسی داشته باشند.[۵]

- افزونه‌ها: افزونه‌ها یا اکستنشن‌ها نرم‌افزارهای کوچکی هستند که به عنوان بخشی از یک سیستم بزرگتر مانند یک وب‌سایت یا یک CMS (سیستم مدیریت محتوا) نصب می‌شوند. این ابزارها به کاربران امکان می‌دهند تا فرم‌های خود را به صورت مستقیم در محیط‌های توسعه وب مانند وردپرس یا جوملا ایجاد و مدیریت کنند.

انتخاب بین این دو نوع فرم‌ساز بستگی به نیازها و شرایط خاص کاربران دارد. فرم‌سازهای ابری معمولاً گزینه مناسبی برای کسانی هستند که به دنبال راه‌حل سریع و بدون نیاز به نگهداری هستند، در حالی که افزونه‌ها کنترل بیشتری بر روی داده‌ها و امکانات سفارشی‌سازی بیشتری را فراهم می‌کنند.